# Światowy ranking snookerowy 1981/1982
Światowy ranking snookerowy 1981/1982 – lista zawiera 32 zawodników najwyżej sklasyfikowanych w sezonie 1981/1982. Pierwsza szesnastka rankingu ma zapewniony udział w 1. rundzie wszystkich turniejów rankingowych. W każdym z turniejów rankingowych z numerem pierwszym będzie rozstawiany obrońca danego tytułu, z numerem drugim Mistrz świata 1981, Anglik Steve Davis, zaś kolejni zawodnicy według kolejności zajmowanej na poniższej liście.
| Poz. | Nazwisko        | Narodowość        |
| ---- | --------------- | ----------------- |
| 1    | Cliff Thorburn  | Kanada            |
| 2    | Steve Davis     | Anglia            |
| 3    | Terry Griffiths | Walia             |
| 4    | Ray Reardon     | Walia             |
| 5    | Dennis Taylor   | Irlandia Północna |
| 6    | Doug Mountjoy   | Walia             |
| 7    | David Taylor    | Anglia            |
| 8    | Eddie Charlton  | Australia         |
| 9    | Bill Werbeniuk  | Kanada            |
| 10   | Alex Higgins    | Irlandia Północna |
| 11   | Kirk Stevens    | Kanada            |
| 12   | Fred Davis      | Anglia            |
| 13   | John Virgo      | Anglia            |
| 14   | John Spencer    | Anglia            |
| 15   | Perrie Mans     | Południowa Afryka |
| 16   | Graham Miles    | Anglia            |
| 17   | Jim Wych        | Kanada            |
| 18   | Tony Meo        | Anglia            |
| 19   | Ray Edmonds     | Anglia            |
| 20   | Tony Knowles    | Anglia            |
| 21   | Jimmy White     | Anglia            |
| 22   | Willie Thorne   | Anglia            |
| 23   | Cliff Wilson    | Walia             |
| 24   | Dave Martin     | Anglia            |
| 25   | John Dunning    | Anglia            |
| 26   | Jim Meadowcroft | Anglia            |
| 27   | Patsy Fagan     | Irlandia          |
| 28   | Rex Williams    | Anglia            |
| 29   | Mike Hallett    | Anglia            |
| 30   | Eddie Sinclair  | Szkocja           |
| 31   | David Greaves   | Anglia            |
| 32   | John Pulman     | Anglia            |